# 刘国斌
劉國斌（1932年—），河北省樂亭縣人，中國藏書家，以收藏中國象棋古棋譜聞名，被譽為“象棋文化典籍傳承人”，與上海楊明忠齊名，在象棋界的藏譜家素有「南楊北劉」之説。

## 生平
自小愛好中國象棋，1950年代到北京輔仁大學、中央財經學院學習。1953年到1962年先後到中國國家足球隊、中國第一機械部足球隊服役。
在輔仁大學讀書時，一次象棋比賽的輸局使他開始研究與收藏棋譜，北京的東安市場、隆福寺、天橋、鼓樓就成他常去之處。1953年畢業，因為有經濟來源，使他走上收藏棋譜的道路。收藏的古譜最久可追溯到明代，如全國僅存一份的明代三畏光齊堂刻印的《適情雅趣》、清代《淵深海闊》。他苦心找到《淵深海闊》的故事還被中國中央電視台拍成一部紀錄片，片名就為書名。他也遺憾與元代《梅花五子變》失之交臂，以及未找到《桐花館》、《雪映簃》、《石琴室》等古譜。
另外，劉國斌根據古書與古棋具，考證出「楚河漢界」這四個字是1920~1930年代才出現於中國象棋棋盤。